# Zsan Venszanovics Belenyuk
Zsan Venszanovics Belenyuk (ukránul: Жан Венсанович Беленюк; Kijev, 1991. január 24. –) olimpiai és világbajnok ukrán kötöttfogású birkózó, parlamenti képviselő.

## Sportpályafutása
Édesanyja ukrán, édesapja ruandai, aki a ruandai polgárháborúban vesztette életét. Kilencévesen kezdett birkózni.
A 2015-ös birkózó világbajnokságon aranyérmet nyert 85 kg-ban. Kétszeres Európa-bajnok kötöttfogásban, 85 kg-ban. A 2015-ös Európa Játékokon ezüstérmes lett 85 kg-ban. A 2015-ös Katonai Játékokon aranyérmes lett 85 kg-ban. A 2016. évi nyári olimpiai játékokon ezüstérmet szerzett 85 kg-ban. A 2018-as birkózó-világbajnokságon a döntőbe jutott 87 kg-os súlycsoportban, kötöttfogásban.
A 2017-es katonai közelharc világbajnokságon aranyérmet nyert 85 kg-ban. A 2019. évi Európa játékokon aranyérmes lett 87 kg-ban. A 2021 nyarára halasztott tokiói olimpián 87 kg-ban aranyérmet szerzett, a döntőben Lőrincz Viktort legyőzve.

## Politikai pályafutása
Belenyuk 2019 júliusa óta parlamenti képviselő, A Nép Szolgája párt tagja. Ő az első színesbőrű parlamenti képviselő Ukrajnában.